# Cornelis van Foreest (1464-1514)
Cornelis van Foreest (1464-1514) was slotvoogd van het kasteel Ter Wijc bij Beverwijk en schepen van Haarlem.  
Cornelis van Foreest werd geboren als zoon van Jan van Foreest en joncfrou Andries Bruerszoensdochter. Hij huwde met Aechte Potter van der Loo Philipsdochter, een zestienjarige wees en nakomelinge van de bekende dichter-hoveling Dirc Potter. Hun zoon Jan zou het kasteel Ter Wijc erven.